# Mii-dera

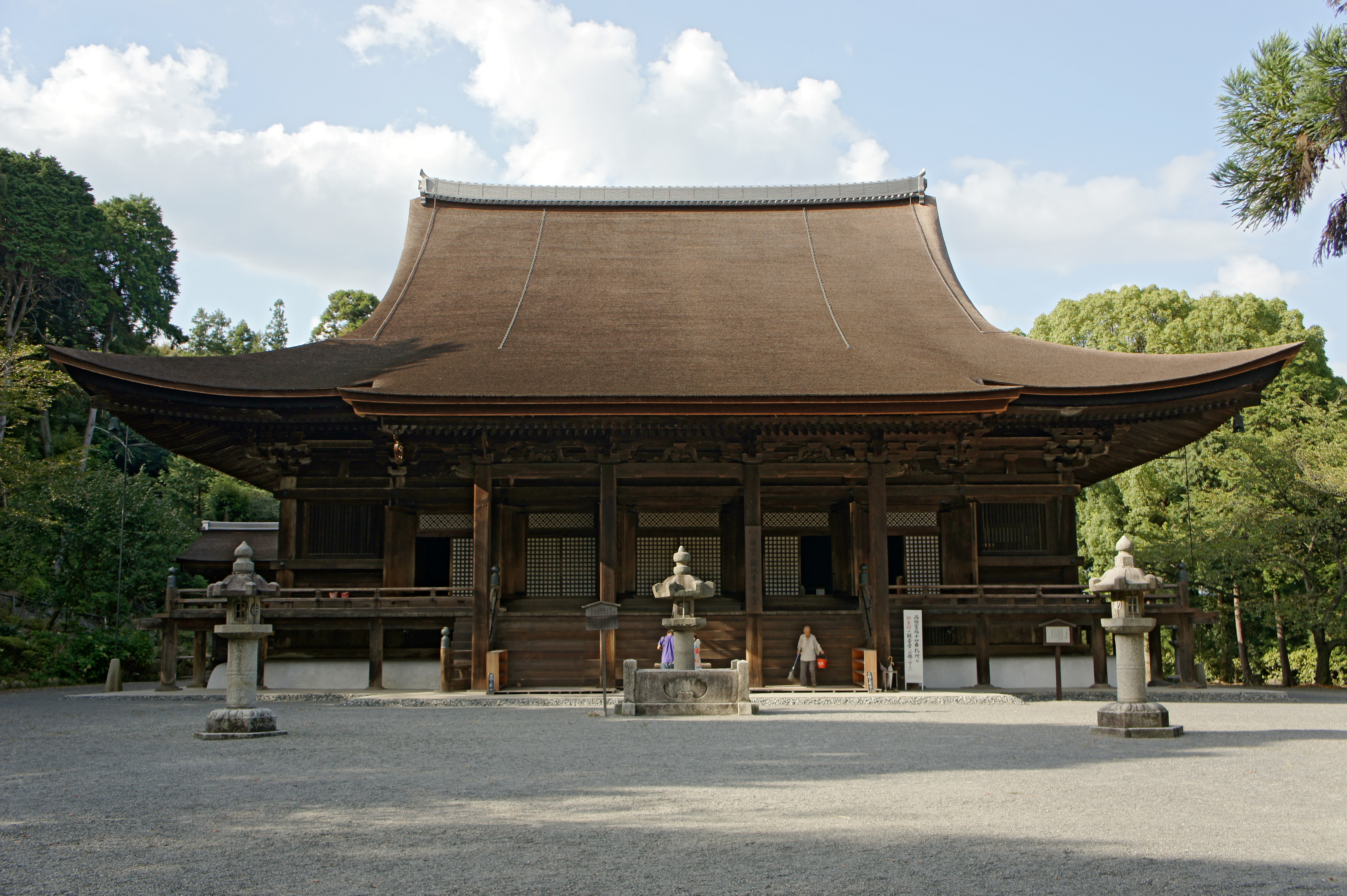
El Salón Dorado (Tesoro Nacional de Japón)

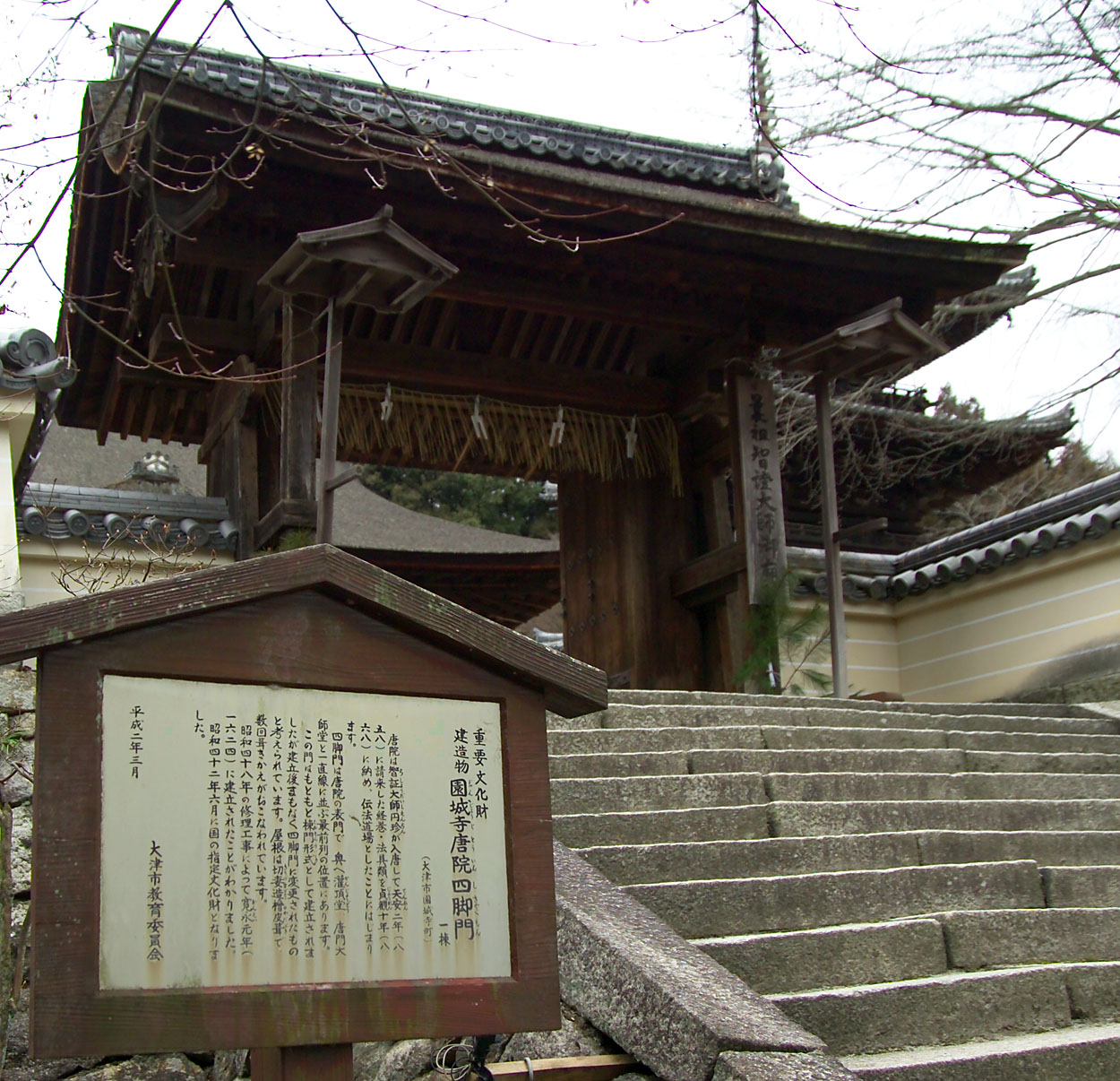
La Shikyaku-mon o "Puerta de cuatro patas".

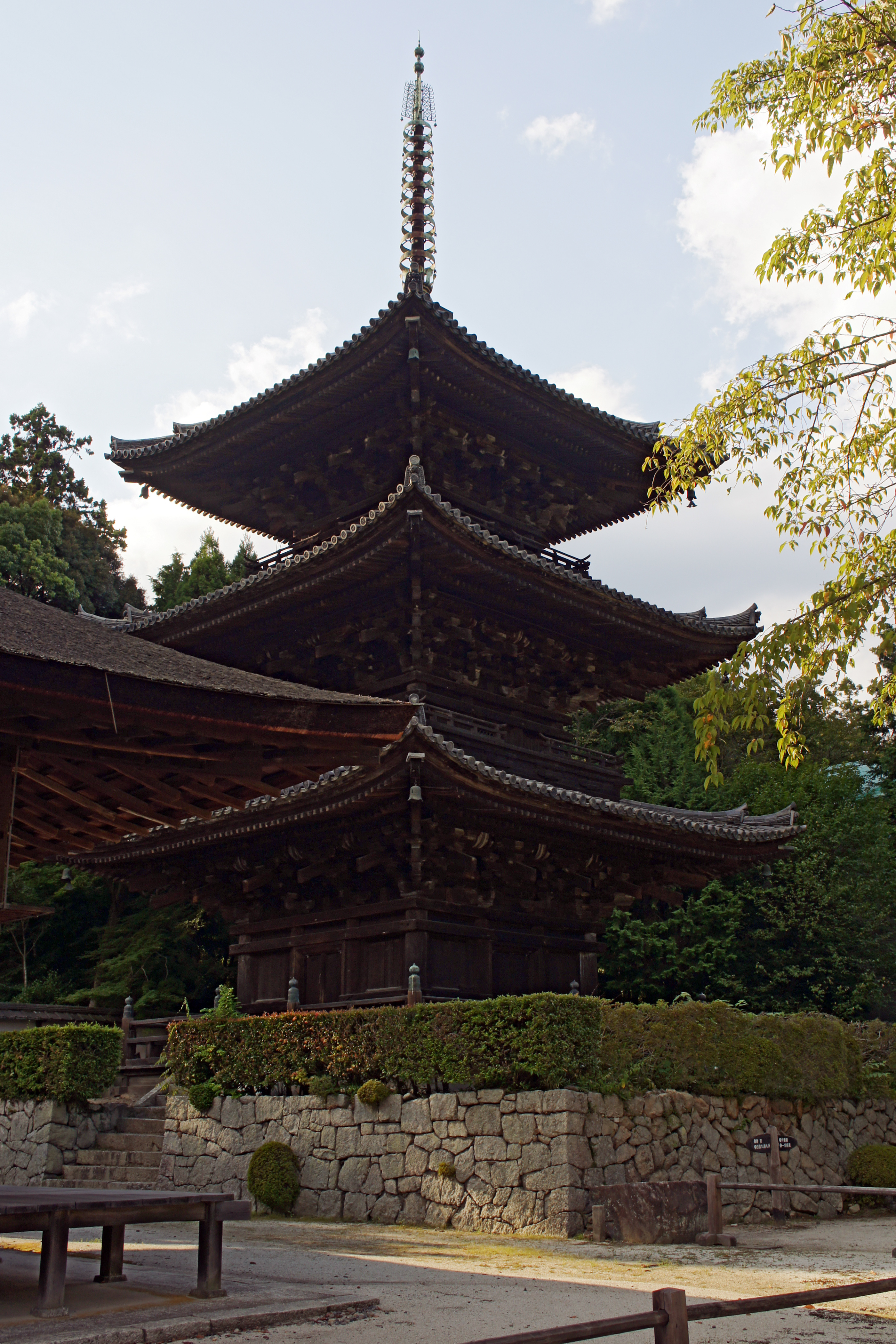

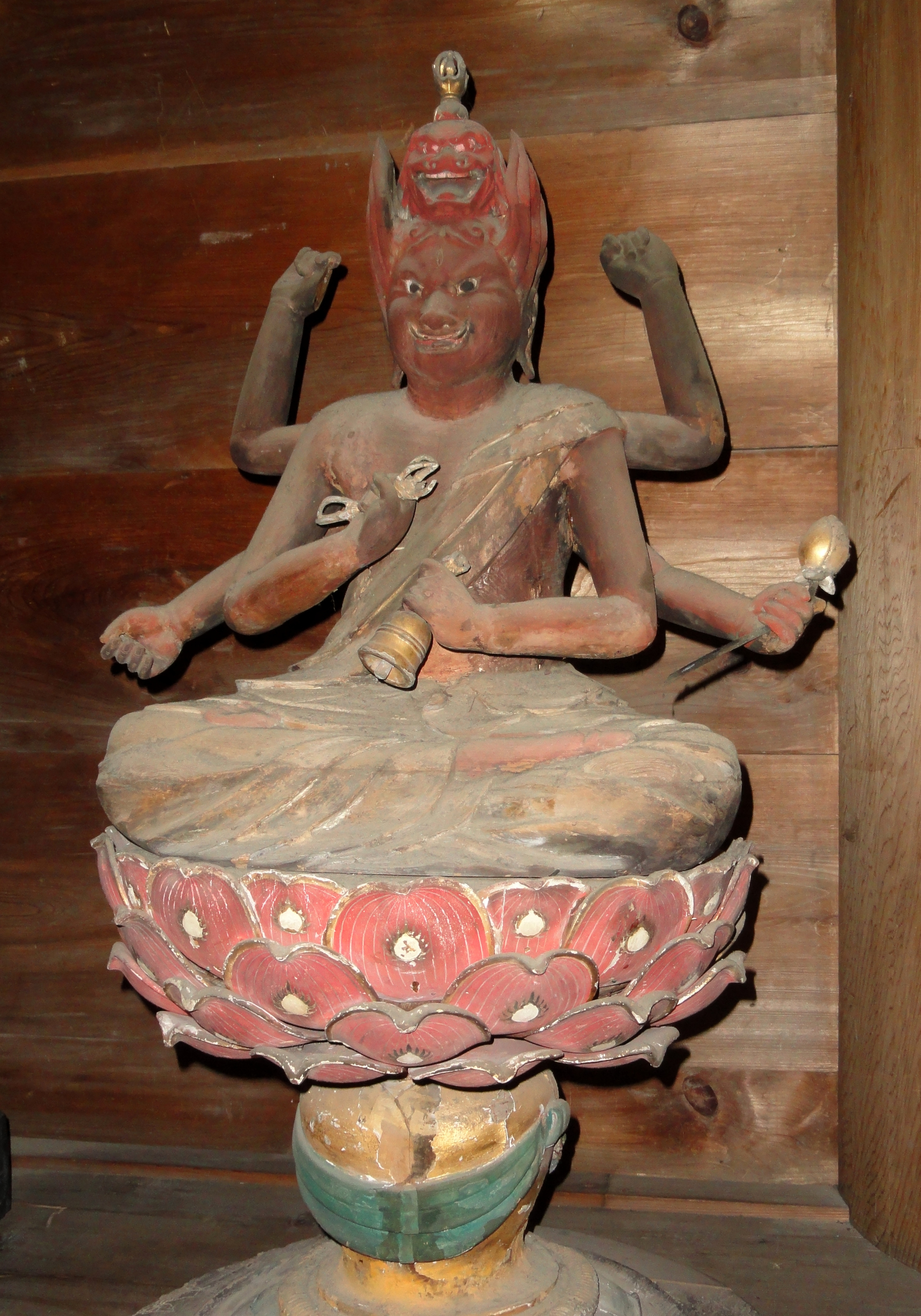
Rāgarāja

El Mii-dera (三井寺,御井寺?), cuyo nombre original es el de Onjō-ji (園城寺?), es un templo budista de Japón localizado a los pies del monte Hiei, en la ciudad de Ōtsu en la prefectura de Shiga. Se encuentra a una corta distancia de Kioto y del lago Biwa, el más grande de Japón. Siendo el templo principal de la secta Jimon del budismo Tendai, es una suerte de templo hermano del templo de Enryaku-ji, situado en la cima de la montaña, y es uno de los cuatro templos más grandes de Japón. En total, el complejo del Mii-dera incluye 40 edificios con nombre.
El Mii-dera es el templo número 14 en  la peregrinación de Saigoku Kannon.

## Historia

### Fundación y feudos
El Onjō-ji se fundó durante el período Nara. El templo fue fundado en el año 672 tras una disputa alrededor de la sucesión imperial. El emperador Tenji había muerto y su hijo había sido asesinado por el hermano de Tenchi, quien luego subió al trono como el emperador Tenmu. Temmu fundó el Onjō-ji en honor y memoria de su hermano.
El nombre de Mii-dera ("Templo de los Tres Pozos") vendría a aparecer casi dos siglos después. Recibió este nombre de Enchin, uno de los primeros abades de la secta budista Tendai y se refiere a los manantiales del templo que se usaban para los baños rituales de los recién nacidos, y en honor a los emperadores Tenji y Tenmu, y la emperatriz Jitō, quienes habían contribuido con la fundación del templo. El Kondō, o Sala Principal, alberga un manantial de agua sagrada en la actualidad. Bajo la tutela de Enchin, desde 859 hasta su muerte acaecida en 891, el Mii-dera ganó poder e importancia, convirtiéndose eventualmente (junto con los templos Tōdai-ji, Kōfuku-ji y Enryaku-ji) en uno de los cuatro templos principales encargados de la guía y protección espiritual de la capital. Fue también durante este tiempo que el Enryaku-ji y el Mii-dera se separaron uno del otro, desarrollando así dos ramificaciones de la secta Tendai, llamadas Jimon y Sanmon. En términos generales, se trató más de una rivalidad geográfica que de un cisma ideológico, pero fue en cualquier caso una rivalidad intensa que solo empeoró después de la muerte de Enchin.
La rivalidad se tornó violenta para la segunda mitad del siglo X, debido a una serie de nombramientos oficiales hechos a otros templos y otras ofensas similares. El zasu (abad) del Enryaku-ji formó en 970 el primer ejército permanente reclutado por un grupo religioso. Es posible asumir que el Mii-dera estableció uno propio al poco tiempo. En 989, un antiguo abad del Mii-dera, de nombre Yokei, se convirtió en el abad de Enryaku-ji, pero ninguno de los monjes allí habría de prestar servicios bajo su dirección, de manera que renunció prontamente. Sin embargo, en 993 los monjes de Mii-dera tomaron venganza, destruyendo un templo en el que Ennin, el fundador de la secta Sanmon del Enryaku-ji, había vivido alguna vez. Los monjes de Enryaku-ji tomaron represalias, a su vez, destruyendo más de 40 lugares asociados con Enchin. Al final, más de 1.000 monjes de la secta Jimon de Enchin terminaron escapando permanentemente al Mii-dera, consolidando así la división entre las dos Sectas. Incidentes similares causados por nombramientos de abades (zasu) siguieron ocurriendo a lo largo de los siglos X, XI y XII, que involucraron a muchos sōhei o monjes guerreros. Los sōhei del Enryaku-ji quemaron hasta sus cimientos el Mii-dera cuatro veces tan solo en el siglo XI. Con todo, hubo ocasiones en las que los dos templos se unieron contra un enemigo común, entre ellas un ataque al Kōfuku-ji en Nara en 1081 (como venganza por el incendio del Mii-dera causado por monjes del Kōfuku-ji ese mismo año), así como un ataque conjunto contra Nara una vez más en el año 1117.

### Las guerras Genpei
A finales del siglo XII, la atención de los monjes del monte Hiei se enfocó en un conflicto más grande: la guerra Genpei. Las familias Taira y Minamoto apoyaban a diferentes pretendientes al Trono del Crisantemo. En junio de 1180, los Minamoto llevaron a su candidato, el príncipe Mochihito, al Mii-dera, huyendo de los samuráis de los Taira. El Mii-dera le pidió ayuda al Enryaku-ji, pero estos se rehusaron. Los monjes del Mii-dera se unieron entonces al ejército de los Minamoto y huyeron con ellos al templo de Byōdō-in, en una villa del clan Fujiwara, que los monjes del Mii-dera habían convertido en monasterio (véase Batalla de Uji (1180)).
Enfurecido por la alianza entre el Mii-dera y los Minamoto, Taira no Kiyomori ordenó la destrucción del Mii-dera así como la de muchos de los templos de Nara (véase Sitio de Nara).
Los monjes del Mii-dera tuvieron un papel una vez más en la Guerra Genpei, luchando junto a los simpatizantes de los Taira en contra de Minamoto no Yoshinaka, quien invadió Kioto en 1184, prendiendo fuego al Palacio de Hōjūjidono y secuestrando al emperador retirado Shirakawa II.
Tras la Guerra Genpei, se mantuvo un largo período de relativa paz, mientras los templos de Kioto y Nara, incluyendo al Mii-dera, eran reconstruidos. A medida que los templos recuperaron su fuerza, las rivalidades reaparecieron, so boem poca o ninguna violencia ocurrió realmente el entre Mii-dera y el Enryaku-ji. En 1367, cuando un novicio del Mii-dera fue asesinado en una barrera que servía de peaje establecida por el templo de Nanzen-ji, los monjes guerreros del Mii-dera se dispusieron a atacar el Nanzen-ji. Cuando se enivaron tropas del shogun a sofocar la rebelión, se encontraron con que los monjes de Mii-dera estaban apoyados por sohei de los templos Enryaku-ji-ji y Kōfuku también. Un año después estalló otra batalla, debido a comentarios hechos por el abad del templo Nanzen-ji. Los monjes de Mii-dera, junto con sus aliados, derrotaron una vez más a las tropas del shogun.

### Período Sengoku y siguientes
A finales del siglo XVI, el templo de Mii-dera, así como muchos de los otros templos cercanos, buscó alianzas para aumentar fuerza militar (defensiva), así como su poder militar. Los territorios de las familias Asai y Asakura eran muy cercanos al Monte Hiei, pero estas familias, así como otras con las que los templos se habían aliado, eran rivales de Oda Nobunaga. Estas dos familias habían sufrido graves derrotas a manos de Nobunaga y de su general en jefe Hideyoshi Toyotomi, por lo que en 1571 buscaron establecer una alianza más fuerte con los templos. Ese mismo año, Nobunaga dio órdenes de destruirlo todo en el monte Hiei, comenzando por la ciudad de Sakamoto a los pies de la montaña y con la mirada en el Enryaku-ji en la cima. Gran parte del Mii-dera resultó destruida cuando los monjes guerreros perdieron contra el numeroso y bien entrenado ejército de samuráis de Nobunaga.
Después de estos ataques, se les concedió finalmente un indulto a los monjes del monte Hiei y reconstruyeron sus templos una vez más. El Mii-dera nunca volvió a ser atacado ni destruido desde entonces.

## Salas y tesoros
Dentro del Kondō y Hondo (la sala principal y la sala del Buda) del templo de Mii-dera, se encuentran al menos seis estatuas de Buda, posesiones personales y sagradas de varios emperadores, incluyendo el emperador Tenji, que se mantienen escondidas y se muestran solo en ocasiones raras y especiales, así como una gran estatua del buda Miroku (Maitreya), en el centro de la Sala. La sala principal o Kondo fue construida en 1599 en reemplazo de la original, construida en 672 y destruida por el taikō Hideyoshi Toyotomi. El Mii-dera también tiene una Kannon-do, construida en 1072, una sala dedicado a Kannon, Bodhisattva de la Compasión. El Mii-dera es el decimocuarto templo de una peregrinación a 33 templos dedicados a Kannon en el área de Kansai.